# Chain Lightning
Chain Lightning je americké filmové drama z roku 1950 s leteckou tematikou režiséra Stuarta Heislera s Humphrey Bogartem v hlavní roli.

## Děj
Matt Brennan (Humphrey Bogart) je za druhé světové války pilotem US-Airforce v Anglii. Zde se zamiluje do ošetřovatelky Červeného kříže Jo Holloway (Eleanor Parker). Těsně před návratem do USA se marně snaží o získání povolení k sňatku. Když se s ní po letech znovu setká, pracuje Jo jako sekretářka pro leteckého podnikatele Lelanda Willise (Raymond Massey).
Brennanovi se v poválečných letech příliš nevedlo, takže rád přijme místo testovacího pilota, které mu na naléhání konstruktéra Carla Troxella (Richard Whorf) nabídne Willis. Během zkoušek nového tryskového letadla ukáže, co v něm vězí. Willis zamýšlí stroj co nejdříve prodat armádě, Troxell by ještě rád vylepšil kabinu pro bezpečné katapultování.
Proti vůle konstruktéra vzlétá Brennan k letu přes Severní pól, od čehož si Willis slibuje náramnou reklamu. Slíbí Brennanovi 30 000 dolarů. Brennan by se pomocí těchto peněz konečně zajistil a oženil s milovanou Jo. Zatímco se Brennanovi vydaří nebezpečný let na jedničku, Carl zahyne během testu své kabiny. Při posledním testovacím letu tak Brennan na Carlovu počest bez Willisova vědomí vyzkouší záchrannou kabinu. Tím si získá Jo, s kterou se nyní může bez překážek a bez starostí oženit.

## V hlavních rolích
- Humphrey Bogart - Lt. Col. Matthew „Matt“ Brennan
- Eleanor Parker - Joan „Jo“ Holloway
- Raymond Massey - Leland Willis
- Richard Whorf - Carl Troxell
- James Brown - Maj. Hinkle
- Roy Roberts - Maj. Gen. Hewitt
- Morris Ankrum - Ed Bostwick